# Chūgai Seiyaku
Chūgai Seiyaku Kabushiki kaisha (jap. 中外製薬株式会社; engl. Chugai Pharmaceutical Co., Ltd.) ist ein 1925 in Tokio gegründetes japanisches Pharmaunternehmen. Es ist im Nikkei 225 gelistet. Der registrierte Unternehmenssitz ist Kita, der tatsächliche Chūō.
Seit 1998 ist das Unternehmen auf dem deutschen Markt in den Bereichen Hämatologie und Onkologie tätig. Die bekanntesten Produkte sind Epogin (Erythropoietin) und Granocyte (G-CSF), im Jahr 2010 übernahm die Firma auch den Vertrieb von Capecitabin (Xeloda®). 2002 fusionierte Chugai mit Roche Nippon und wurde dadurch zum fünftgrößten Pharmaunternehmen in Japan. Im Juni 2014 hielt die Roche Holding einen Anteil von rund 62 %.

## Geschichte
- 1925: Juzo Oeno gründete Chugai Shinyaku Co. Ltd. und begann mit dem Import und Verkauf von Arzneien.
- 1927: Beginn der ersten eigenen Fertigung.
- 1930: Markteinführung von Salobrocanon, ein Analgetikum (schmerzstillend) und fiebersenkendes Mittel.
- 1937: Beginn der Produktion von Calciumbromid.
- 1943: Namensänderung in Chugai Pharmaceutical Ltd.  mit Sitz in Tokio.
- 1944: Erwerb von Matsunaga Pharmaceutical Ltd. und Bau eines Werkes in Matsunaga.
- 1945: Das Hauptquartier, die Werke in Ikebukuro, Sakai und Takada wurden im 2. Weltkrieg zerstört, Verlegung des Hauptquartiers nach Takada, Wiederaufbau des Werks in Takada.
- 1946: Bau des Werks in Kamagiishi.
- 1951: Markteinführung von Guronsan, einem Medikament zur Entgiftung und Wiederherstellung der Leberfunktion.
- 1952: Markteinführung von Varsan, einem Transpirationsinsektizid.
- 1955: Chugai wurde eine Aktiengesellschaft.
- 1956: Die Aktie wird an der Tokyo Stock Exchange gelistet.
- 1957: Bau des Werks in Ukima.
- 1960: Gründung eines Forschungszentrums (Takada Research Labatory, Tokyo).
- 1967: Gründung von Fukushima Kasai Co Ltd.
- 1969: Der Name von Fukushima Kasai Co Ltd. wird geändert in Eiko Kasai Co Ltd. , nach der Fusion von Fukushima Kasai Co Ltd. und Fukuma Kasau Co. Ltd.
- 1971: Bau des Werkes in Fujieda.
- 1975: Markteinführung von Picibanil, einem Krebs-Medikament.
- 1982: Eröffnung einer Niederlassung in New York.
- 1986: Eröffnung einer Niederlassung in London.
- 1989: Erwerb von Gen-Probe Incorporated (USA).
- 1990: Markteinführung von Epogin.
- 2002: Beginn der Allianz mit der Roche Holding.
- 2003: Markteinführung von Xeloda, einem Krebs-Medikament.
- 2005: Markteinführung von Actemra.
- 2007: Markteinführung von Copegus, einem Antiviral, von Avastin, einem Krebs-Medikament, und von Tarceva, einem Krebs-Medikament.
- 2014: Markteinführung von Cadcyla, einem Krebs-Medikament, Gründung von Chugai Pharma China Co Ltd.
- 2016: Zusammenarbeit zwischen der Osaka University und Chugai.
- 2018: Markteinführung von Tecentriq, einem Krebs-Medikament.